# 國王花園群島
國王花園群島是古巴的群島，位於該國北部，由謝戈德阿維拉省和卡馬圭省負責管轄，屬於薩瓦納-卡馬圭群島的一部分，橫跨200公里，該群島在1513年由西班牙的征服者命名。
22°09′N 77°53′W / 22.150°N 77.883°W